# Statistik (Sport)
Statistiken bilden ein zentrales Element des modernen Sports. Sie dienen primär der Darstellung bereits erbrachter sportlicher Leistungen. Sie werden jedoch auch dazu verwendet, diese Leistungen zu analysieren sowie Vorhersagen über zukünftig zu erwartende Leistungen zu machen.
Die populärsten Darstellungsformen der Sportstatistik sind Tabellen und Ranglisten, daneben auch Datensätze, mit denen die Leistungen einzelner Sportler im Karriereverlauf dokumentiert werden. Zentrale Voraussetzung für die Produktion von Sportstatistiken ist die Quantifizierung sportlicher Leistungen, also die Transformation von Bewegungen in Zahlen.
Die Bedeutung von Sportstatistiken differiert zwischen einzelnen Sportarten, aber auch zwischen einzelnen Ländern beträchtlich. Während es etwa im Fußball nur vorsichtige Ansätze gibt, Statistiken für Einzelspieler zu erstellen und sich auch nur wenige Möglichkeiten bieten, den Verlauf eines einzelnen Spiels angemessen mit statistischen Daten zu erfassen, wird von dieser Möglichkeit in Sportarten wie Basketball, American Football oder Baseball ausgiebig Gebrauch gemacht. Im US-amerikanischen Sport spielen Statistiken eine herausragende Rolle, sowohl in der Darstellung sowie der Interpretation der Leistungen von Teams und Einzelspielern als auch in der Entwicklung von Spieltaktiken.

## Formen
Sportstatistiken existieren in einer Vielzahl unterschiedlicher Grundformate:
Tabellen
finden vor allem im Ligenbetrieb von Mannschaftssportarten Verwendung
Ergebnislisten
dienen der Hierarchisierung der bei einem einzelnen Wettbewerb erzielten Leistungen
Ranglisten
dienen der vergleichenden Darstellung von Leistungen, die zwar innerhalb einer Sportart oder Disziplin, nicht im gleichen Wettbewerb erzielt wurden (Beispiele: Weltjahresbestenlisten in der Leichtathletik oder Tennis-Weltrangliste)
Boxscores
dienen der komprimierten Darstellung von Spielverläufen in Teamsportarten, die durch eine Vielzahl relativ kurzer Spielzüge geprägt sind (Beispiele: Baseball, Basketball, American Football oder Cricket)
Spielerdatensätze
dienen innerhalb von Teamsportarten der Darstellung der von einzelnen Spielern erbrachten Leistungen, zumeist als Durchschnittswerte je Saison (Beispiele: Punkte, Assists und Rebounds pro Spiel im Basketball)

## Intentionen und Funktionen
Die Gründe für die Produktion von Datenmaterial im Sport sind vielfältig. In den meisten Sportarten wäre es ohne quantifizierte Daten nicht möglich, über den Sieger eines Wettbewerbs zu entscheiden. So ist ein Ligenbetrieb in Teamsportarten ohne eine Tabelle (also die Akkumulation der Ergebnisse der einzelnen Spieltage) nicht vorstellbar. In Einzelsportarten, vor allem in solchen, die (wie etwa in der Leichtathletik) eine objektive Messung der erbrachten Leistungen erlauben, ermöglichen Statistiken den exakten Leistungsvergleich über Orts- und Zeitgrenzen hinweg. Statistiken sind jedoch nicht nur für die Durchführung sportlicher Wettbewerbe relevant, sondern auch für deren mediale Darstellung und die Wahrnehmung durch Sportinteressierte. Statistiken ermöglichen eine sehr komprimierte Darstellung des Verlaufs von Sportwettbewerben. Sportliche Leistungen werden dadurch „konsumierbar“, ohne dass der Sportinteressierte ein Sportereignis (vor Ort oder am Fernsehschirm) „gesehen“ haben muss. Die Zahlenkolonnen in der Zeitung, im Internet oder im Teletext genügen dazu vollkommen.